# Linda Sarsour

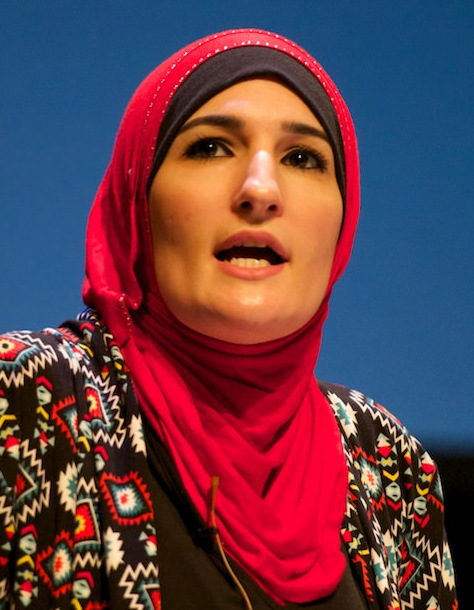
Linda Sarsour (2016)

Linda Sarsour (* 1980 in Brooklyn, New York City) ist eine amerikanische politische Aktivistin. Von 2005 bis Februar 2017 war sie Vorsitzende der Arab American Association of New York (AAANY).

## Familie und Ausbildung
Sarsour wurde 1980 als ältestes von sieben Kindern in Brooklyn geboren. Ihre Eltern waren in den späten 1970er Jahren aus al-Bireh (Westjordanland) in die USA eingewandert. Ihr Vater besaß einen Tante-Emma-Laden. Sie ging auf eine überwiegend von Afroamerikanern besuchte Schule. Mit 17 Jahren heiratete sie in arrangierter Ehe. Mit 19 bekam sie ihr erstes von inzwischen drei Kindern. 2001 studierte sie am Kingsborough Community College und wurde Englischlehrerin.

## Aktivismus in New York City
Infolge der islamistischen Terroranschläge am 11. September 2001 nahm die Polizei Muslime in Sarsours Nachbarschaft fest und verdächtigte auch Sarsour als Terrorunterstützerin. Daraufhin begann sie, arabischstämmigen Familien als Übersetzerin und Rechtsberaterin zu helfen. Daraus erwuchs ihr Engagement für die Bürgerrechte von Einwanderern und Flüchtlingen. Mit 25 wurde sie Leiterin der AAANY, wo sie bis heute arbeitet. Sie unterstützt Betroffene gegen Strafverfolger, die ihre Bürgerrechte missachten, gegen unberechtigte Überwachung und gegen die Polizeimethode Stop-and-frisk, Personen aus vagen Gründen anzuhalten und zu durchsuchen. 2004 rief eine arabische Zeitung junge Muslime mit einer Fotografie zweier in Israel inhaftierter Palästinenser zum Märtyrertod auf. In einem Interview gab Sarsour an, das Foto zeige einen ihrer Cousins und einen Freund. US-Ermittler hätten sie verhört und ein Abschiebeverfahren gegen ihren Ehemann eingeleitet, der seit sieben Jahren in den USA lebte. Deshalb setzte sich Sarsour mit mehreren muslimischen Gruppen in ihrem Stadtteil für die Wahl John Kerrys zum neuen US-Präsidenten ein. Sie warf dem amtierenden Präsidenten George W. Bush vor, er habe Israel zeitlebens mit Geld und Waffen gegen die Palästinenser unterstützt. Ab 2005 übernahm Sarsour die Gesamtleitung der AAANY. Bis 2012 wurde diese zur wichtigsten Interessenvertretung für etwa 35.000 Einwanderer aus arabischen Staaten in Bay Ridge (New York). Seitdem bewarb sich Sarsour als erste Amerikanerin arabischer Herkunft für einen Sitz im Stadtrat, der 2017 frei wird. Ihre engste Mitarbeiterin ist die 24-jährige Jenny Goldstein. Sie verwaltet die AAANY, wenn Sarsour auf Reisen ist.
2011 erklärte Sarsour in einem Interview, ihre Arbeit betreffe zu 99 Prozent heimische und lokale Themen. Doch sobald sie die palästinensische Herkunft ihrer Familie erwähne, werde sie als „sehr politisch“ eingestuft. Sie unterstütze einen gewaltfreien Widerstand der Palästinenser gegen die israelische Besatzung, nicht aber die Hamas und die Palästinensische Autonomiebehörde. Sie bejahe das Existenzrecht Israels, glaube aber, eine Zweistaatenlösung werde wegen Grenz- und Siedlungsproblemen nicht funktionieren. Sie wünsche sich eine Einstaatenlösung, in der alle in Frieden, Gerechtigkeit und Gleichheit zusammenleben könnten. Durch ihre Teilnahme an einem Dialogprojekt habe sie Verständnis für jene gewonnen, die auf der Gegenseite des israelisch-palästinensischen Konflikts litten. 2012 tweetete sie, nichts sei „gruseliger als der Zionismus“ (nothing is creepier than Zionism). 2015 kommentierte sie auf Twitter ein Foto, auf dem ein palästinensischer Junge einer Gruppe schwerbewaffneter israelischer Soldaten mit einem Stein in der Hand gegenübersteht: „Die Definition von Mut. #Palästina.“ Auf den Widerspruch eines jüdischen New Yorker Stadtrats („Nein, die Definition von Barbarei“) antwortete sie: „Die zionistischen Trolle sind zum Spielen draußen. Na los. Ihr werdet mich nie verstummen lassen.“
Sarsour bekämpft Islamfeindlichkeit, die sie als „antimuslimischen Rassismus“ bezeichnet und als „entmenschlichende Ideologie mit schrecklichen Folgen für die Betroffenen“ beschreibt. Muslime sollten falschen Aussagen mit Kenntnissen des Koran und des Islam entgegentreten, sich mit Nichtmuslimen verbünden und organisieren. In Einzelaussagen verteidigte sie Einzelregeln der Scharia als „vernünftig“, etwa private Eheverträge oder das Zinsverbot. Kongressabgeordnete der Republikaner griffen sie deshalb 2012 an. 2012 deckten Presseberichte das Ausmaß der polizeilichen Überwachung von Muslimen und Studenten im Bundesstaat New York auf. Bei den heftigen Protesten dagegen blieben die etwa 700.000 Muslime der Stadt New York weitgehend passiv. Daher gründete Sarsour den New York Muslim Democratic Club, um die verschiedenen Muslimgruppen ihrer Stadt zu stärkerem gemeinsamen politischen Engagement zu bewegen. Sie orientierte sich dabei am Vorbild jüdisch-orthodoxer Gemeinden in Borough Park und Williamsburg (Brooklyn). Diesen war es einige Jahre zuvor gelungen, durch organisiertes Fundraising und Wählerregistrierung Einfluss auf die Kommunalpolitik und Zusagen von Politikern für die Achtung ihrer religiösen Bräuche zu erhalten. Sarsour stärkte die Vernetzung muslimischer Gruppen mit dem Kampf gegen die polizeiliche Überwachung, der Debatte um die Ground-Zero-Moschee und dem Kampf für die Anerkennung zweier islamischer Feiertage an staatlichen Schulen. Sie erreichte im Oktober 2013, dass beide damaligen Hauptkandidaten für das Amt des Oberbürgermeisters die Einführung dieser freien Schultage im Wahlkampf versprachen. Als nächsten Schritt wollte sie arabische Amerikaner in den Stadtrat bringen, wie es orthodoxen Juden zuvor gelungen war.
Im Juli 2014 machte Sarsour einige Angriffe gegen Muslime in Brooklyn mit einer Pressekonferenz öffentlich und erreichte so Polizeischutz für lokale Moscheen. Sie verteidigte die benachbarte jüdische Gemeinde gegen Vorwürfe, die Angriffe angestiftet zu haben. Bald darauf gründete sie mit anderen Aktivisten die Kampagne Take on Hate für ganz New York City. Am 3. September 2014 wurden sie und eine Mitarbeiterin von einem bewaffneten betrunkenen Mann verfolgt und mit Enthauptung bedroht. Im selben Monat wollte die umstrittene Islamkritikerin Pamela Geller wie schon 2012 in New York City Plakate in U-Bahn-Stationen und Aufdrucke auf städtischen Bussen veröffentlichen, die den Islam mit Enthauptungen des Islamischen Staates (ISIS) verknüpften. Sarsour betonte als Vertreterin der AAANY Gellers volles Recht auf freie Meinungsäußerung, verwies aber auf die von der New Yorker Polizei bekanntgegebene Zunahme von Hasskriminalität um 143 Prozent seit 2013. Diese Art Werbung werde vorhersehbar ignorante Personen ermutigen, ihren Hass auf Muslime auszuleben. In den Folgetagen brachte sie eine breite Koalition religiöser Gruppen, Stadträte und Politiker zusammen, die die Geller-Plakate als Aufstachelung zum Hass verurteilten und die Einstellung der Plakataktion forderten.
Am 4. März 2015 entschied New Yorks neuer Bürgermeister Bill de Blasio, dass öffentliche Schulen in New York dem Schulkalender ab 2016 zwei hohe muslimische Feiertage als schulfreie Tage hinzufügten. Sarsour begrüßte dies als historischen Erfolg, weil muslimische Schüler fortan nicht mehr zwischen ihrem Glauben und ihrer schulischen Ausbildung wählen müssten. Sie unterstützt die Kampagne Boycott, Divestment and Sanctions (BDS) und bedauerte im September 2016 mit anderen Vertretern von Bürgerrechtsgruppen eine Resolution des New Yorker Stadtrats gegen den BDS: Dies schränke die Meinungsfreiheit ein und bringe Bürgerrechtler gegeneinander auf, statt ihre Zusammenarbeit zu fördern. Am 27. Februar 2017 stellte Sarsour den lutherischen Pastor Khader El-Yateem als ersten aus Palästina stammenden Bewerber ihres Stadtteils für den Stadtrat New York Citys vor und warb um Unterstützung für ihn.

## Landesweite Aktivitäten
2007 war Sarsour eine von drei graduierten Studentinnen, die an der University of Chicago unter dem Titel „The Hijabi Monologues“ Performance Art über Verschleierung entwickelten. 2011 zeichnete das Weiße Haus unter US-Präsident Barack Obama sie als Champion of Change („Heldin des Wandels“) aus.
Seit 2014 verbindet Sarsour ihr Engagement für Muslime mit der Bewegung Black Lives Matter. Auf ihre Initiative hin beteiligten sich muslimische Organisationen an den Protesten in Ferguson (Missouri) gegen den Mord eines Polizisten an dem unbewaffneten schwarzen Teenager Michael Brown. Sie gründete die Initiative Muslims for Ferguson. Nachdem weiße Polizisten kurz nacheinander zwei weitere Schwarze (Philandro Castile, Alton Sterling) erschossen hatten, organisierte sie am 8. Juli 2016 die Konferenz Muslim Call To Action. Damit brachte sie Aktivisten der Muslime und anderer Religionen zusammen, um sie zum Schutz von Afroamerikanern zu verpflichten.
Im Januar 2015 kritisierte Sarsour Republikaner öffentlich, die „Islamophobie“ und Bigotterie gegen amerikanische Muslime zum Stimmenfang benutzten. Dieses frühere Randphänomen habe sich in der Partei rasant verbreitet. Seit 2010 hätten Abgeordnete wie Allen West, Louie Gohmert, Joe Walsh, Michele Bachmann und Newt Gingrich, aktuell Bobby Jindal und Mike Huckabee ihre Karrieren, Wahlkämpfe und Spendenwerbung über Sender wie Fox News auf das „Verbreiten von Hass gegen Muslime“ gegründet. Inzwischen beschnitten Anti-Scharia-Gesetze in 32 Bundesstaaten die verfassungsrechtlich garantierte Religionsfreiheit. Muslime verlangten keine Sonderrechte, sondern deren Aufhebung, etwa von anlassloser Überwachung, doppeltem Screening an Flughäfen und Einzelhaft vor einem Gerichtsverfahren. Mit dem Muslim Democratic Club versuche sie, kontinuierlich den politischen Einfluss und Kandidaten der Muslime auf allen Regierungsebenen zu stärken. Am 3. Mai 2015 erschossen Polizisten in Garland (Texas) zwei Muslime, die dort eine von Pamela Geller organisierte Ausstellung der Mohammed-Karikaturen angegriffen hatten. Am Folgetag verteidigte Sarsour öffentlich Gellers Recht, diese Karikaturen auszustellen und zu zeichnen: Sie habe immer für Gellers Recht auf Bigotterie gekämpft und habe dasselbe Recht, dem ihre eigene Rede entgegenzusetzen. Sarsours Führungsrolle beim Zusammenbringen von Muslimen und Afroamerikanern in den USA sowie ihre öffentlich ausgetragenen Konflikte mit anti-islamischen Aktivisten wie Pamela Geller machten sie auch im Ausland bekannt.
Mit Bezug auf die Terroranschläge am 13. November 2015 in Paris lehnten viele Gouverneure und eine Mehrheit im US-Kongress die Aufnahme von syrischen Kriegsflüchtlingen in die USA ab. Sarsour startete daraufhin eine Petition gegen diesen Ausschluss und die ihrer Meinung nach dazu benutzte fremdenfeindliche Rhetorik von Politikern. Die Prüfung von Aufnahmeanträgen sei bereits streng und dauere Jahre. Die Flüchtlinge versuchten, demselben Terrorismus zu entkommen, den die Welt in Paris gesehen habe. Diesen Notleidenden die Aufnahme zu verweigern, werde die Terroristen siegen lassen. Sie widersprach damit anderen arabischstämmigen US-Bürgern, die behaupteten, ISIS versuche, Terroristen als syrische Flüchtlinge in die USA einzuschleusen. Im Dezember 2015 trat sie der Doppelmoral entgegen, nur von Muslimen ständige Entschuldigungen für Terroranschläge zu verlangen, die den Islam nicht verkörpern. Muslime, die sich öffentlich von Terroranschlägen distanzierten, hätten den Fehlschluss eher bestärkt, der Islam selbst sei an Extremismus schuld und habe mit ISIS zu tun. Sie selbst verdamme diesen Terrorismus nicht als Muslimin, sondern als Mensch, der empört und traurig sei über Gewalt. Sie forderte besonders von muslimischen Frauen, ihre Religion „offen und unapologetisch“ zu zeigen.
Bei den Vorwahlen zur Präsidentschaftswahl in den Vereinigten Staaten 2016 unterstützte Sarsour den demokratischen Kandidaten Bernie Sanders. Sie organisierte einen Marsch von New York nach Washington D.C. mit, um auf Racial Profiling und Polizeibrutalität aufmerksam zu machen. Der demokratische Stadtrat Rory Lancman kritisierte, dass Sanders sich von „Amerikas schärfster anti-israelischer und antisemitischer Advokatin“ Sarsour unterstützen lasse.
Direkt nach dem Anschlag von Orlando am 12. Juni 2016 solidarisierte sich Sarsour im Namen der AAANY mit der LGBTQ-Gemeinschaft. Sie erinnerte an deren gemeinsamen Kampf mit Muslimen für Reformen der Polizei, Einwanderungs- und Anti-Mobbing-Gesetze sowie Stärkung des Rechts auf Selbstbestimmung der Palästinenser. In allen diesen Anliegen stehe man denselben Gegnern gegenüber, die die Rechte von Minderheiten einzuschränken versuchten. Diese langjährige Zusammenarbeit werde fortgesetzt werden. Am 30. Juli 2016 redete sie beim lokalen Forum Bay Ridge Beyond Pride gegen Rassismus und Homophobie.

## Aktivitäten gegen Donald Trumps Politik
Sarsour äußert sich seit 2015 gegen Donald Trump und dessen Wahlkampf. Als er einen Muslim ban ankündigte, bezeichnete sie ihn als Faschisten und behauptete, er werde jede von ihm angekündigte Politik ausführen. Im August 2016 beteiligte sie sich an der Kampagne Can you hear us now?, mit der muslimische Frauen auf Angriffe Trumps reagierten: Er hatte die trauernde Mutter des gefallenen US-Soldaten Humayun Khan nach der Rede ihres Mannes beim Nominierungsparteitag der Demokraten als passiv, unterwürfig und zum Schweigen verdonnert dargestellt. Kurz nach Trumps Wahl zum neuen US-Präsidenten am 8. November 2016 wandte sie sich gegen Resignation: Es komme jetzt darauf an, die Empörung als Antriebskraft der Widerstandsbewegung wachzuhalten. Am 18. November 2016 protestierte sie öffentlich gegen Michael T. Flynn, Mike Pompeo und Jeff Sessions, die Trump für Regierungsämter nominiert hatte: Trump fülle sein Kabinett mit hasserfüllten Leuten. Flynn habe die Weltreligion des Islam „Krebskrankheit“ genannt. Vorrangig sei nun, die muslimischen Gemeinschaften zu verteidigen.
Seitdem organisierte sie mit drei anderen Frauen den Women’s March on Washington vom 21. Januar 2017, dem Tag nach Trumps Amtseinführung. Die Initiatorin übergab diesen Frauen die Führung, weil sie nichtweiße Minderheiten vertreten und langjährige Erfahrung im Organisieren haben. Sarsour war für die Finanzierung zuständig und entschied, keine Firmenspenden anzunehmen, sondern auf Non-Profit-Gruppen für Bürgerrechte von Minderheiten und Frauenrechte zu setzen. Sie gewann die American Civil Liberties Union (ACLU), die Human Rights Campaign und Planned Parenthood als Hauptsponsoren sowie eine Vielzahl weiterer Gruppen, darunter Gewerkschaften. Dass diese Organisationen ihre Mittel einer von farbigen Frauen geführten Graswurzelbewegung zur Verfügung stellten, sieht Sarsour als großen zukunftsweisenden Erfolg. Sie trat beim Women's march auch als Rednerin auf. Dadurch wurde sie international bekannt.
In ihrer Rede stellte sie sich als „unapologetische“ muslimische und palästinensische Amerikanerin aus Brooklyn vor. Sie begrüßte die Menge als „Schwestern und Brüder“, die zeigten, wie Demokratie aussehe, und die ihre Hoffnung für ihre Gemeinschaft seien. Sie respektiere das Amt des US-Präsidenten, nicht aber Donald Trump. Sie werde keine Regierung akzeptieren, die eine Wahl auf dem Rücken von Muslimen, Schwarzen, Menschen ohne Ausweis, Mexikanern, Behinderten und Frauen gewonnen habe. Viele dieser Minderheiten, auch die Muslime, hätten schon unter den beiden vorangehenden Regierungen von Bush und Obama gelitten. Die meisten Vorschläge Trumps wie ein Einreiseverbot und ein Nationalregister für Muslime seien seit 15 Jahren Realität. Deshalb sei die Einheit aller marginalisierten und unterdrückten Gruppen in den USA notwendig. Alle, die erstmals demonstrierten, seien willkommen; sie bitte sie, standhaft für Frauen unterdrückter Minderheiten einzutreten. Die Teilnehmer des Marsches seien das Gewissen der USA und der moralische Kompass der Nation. Alle, die für Wandel und soziale Gerechtigkeit eintreten, sollten farbigen Frauen folgen, weil diese als bislang unterrepräsentierte Vertreter die politische Richtung zur Gerechtigkeit für alle kennen würden. Sie dankte den Teilnehmern, dass ihre Spenden den Verzicht auf Firmenspenden ermöglicht hatten.
In den Folgetagen griffen rechtsgerichtete Gegner, eingeleitet von David Horowitz, Sarsour auf ihren Webseiten und in sozialen Medien an, verbreiteten einzelne frühere Tweets von ihr und behaupteten, sie wolle die Scharia einführen, sei mit der Hamas verbunden, sei Antisemitin und unterstütze Terrorangriffe. Die radikale Linke in den USA werde von einer kopftuchtragenden Islamistin beherrscht. Die Islamkritikerin Ayaan Hirsi Ali nannte Sarsour eine „falsche Feministin“ und erinnerte an einen persönlichen Angriff Sarsours gegen sie von 2011. Kein Leitprinzip erniedrige und entmenschliche Frauen mehr als die Scharia. Sarsour distanzierte sich von ihrem früheren Angriff, verneinte eine inhärente Misogynie des Islam und bezeichnete Hirsi Ali als „islamophob“. Zwar gebe es Muslime und Regime, die Frauen unterdrückten, sie glaube aber, dass ihre Religion eine ermächtigende (empowering) sei. Den Hidschab trage sie freiwillig. Sie erklärte die Angriffe als koordinierte Reaktion auf ihren Auftritt beim Frauenmarsch: Die Gegner könnten nicht begreifen, eine muslimische palästinensisch-stämmige Bürgerin zu sehen, die Anklang bei den Massen finde. Tausende Organisationen und Personen verteidigten Sarsour unter dem Hashtag #IMarchWithLinda, darunter jüdische Fraueninitiativen und Amnesty International.
Nach dem Marsch leitete Sarsour in Washington D.C. Bewerbungskurse für den Erwerb kommunaler politischer Ämter. Sie betonte, das politische Engagement der Marschteilnehmer sei auch für das Ausland und für kommende Generationen notwendig, um ein „faschistisches Regime in den USA“ zu verhindern. Sie beteiligte sich an direkten Aktionen gegen Trumps Einreiseverbot vom 27. Januar 2017 und reichte am 30. Januar eine Klage dagegen ein. Sie drängte den Justizausschuss des Senats, Jeff Sessions als neuen Justizminister abzulehnen, da er gegen Einwanderung, Einwandererrechte und eine Justizreform sei und Trumps Einwanderungsverbot auszuführen habe. Ab Februar 2017 erklärte sie eine demokratische Mehrheit im Repräsentantenhaus bei den kommenden Kongresswahlen 2018 zum nächsten Ziel, da es sonst keine Checks and Balances gebe. Frustrationen und Befürchtungen wegen Trumps Politik sollten in Wählerregistrierung überführt werden.
Sarsour engagiert sich gegen antimuslimische wie antisemitische Hassverbrechen, die unter Trump in den USA zunehmen. Sie redete am 20. Februar 2017 neben einem Rabbiner auf der Solidaritätsdemonstration Today, I am a Muslim too auf dem Times Square. Sie startete am 21. Februar einen erfolgreichen Spendenaufruf zur Reparatur eines jüdischen Friedhofs, dessen Grabsteine umgestoßen und vandaliert worden waren. Am selben Tag gab sie bekannt, dass sie ihr Amt als Exekutivdirektorin der AAANY nach elf Jahren schweren Herzens aufgebe, um sich ganz dem Aufbau einer landesweiten Widerstandsbewegung gegen Trumps Politik zu widmen. Sie bleibe in Brooklyn wohnen, werde aber die USA bereisen, um Organisatoren auszubilden und Ortsgemeinden von Muslimen und Arabern bei wirksamen Kampagnen zu helfen. Sie werde weiterhin ihre Stimme für die am meisten an den Rand gedrängten Gruppen erheben. Eventuell werde sie ihr erstes Buch schreiben.
Sarsour unterstützte den jungen, linksgerichteten Kandidaten Keith Ellison, einen afroamerikanischen Muslim, für den Vorsitz der Demokratischen Partei. Von ihm erwartete sie eine Öffnung der Partei für Graswurzelinitiativen. Am 22. Februar 2017 unterzeichnete sie einen Brief von 200 nicht parteigebundenen Millennials für Ellison und für stärkere Zusammenarbeit der Demokraten mit Vertretern von Minderheiten wie Black Lives Matter.
Sarsours für Mai 2017 geplanter Auftritt an der City University of New York rief wegen ihrer Position zu Israel Proteste hervor. Dagegen verteidigte die Anti-Defamation League trotz starker inhaltlicher Kritik ihr Recht auf freie Meinungsäußerung.
Die US-amerikanische Mode- und Frauenzeitschrift „Glamour“ kürte sie stellvertretend für andere Organisatorinnen des Frauenmarsches zur „Frau des Jahres 2017“. Hannes Stein (Die Welt) kritisierte die Entscheidung mit Hinweis auf frühere Tweets und Redeaussagen Sarsours: Sie verkörpere eine „Identitätspolitik“ und „Synthese der totalitären Linken mit dem radikalen Islam“, die der Anti-Trump-Bewegung schaden werde.